# Oued el Abtal
Oued el Abtal är en ort i Algeriet.   Den ligger i provinsen Muaskar, i den norra delen av landet, 260 km sydväst om huvudstaden Alger. Oued el Abtal ligger 259 meter över havet och antalet invånare är 22 819.
Terrängen runt Oued el Abtal är platt västerut, men österut är den kuperad. Runt Oued el Abtal är det ganska tätbefolkat, med 134 invånare per kvadratkilometer. Det finns inga andra samhällen i närheten. Omgivningarna runt Oued el Abtal är i huvudsak ett öppet busklandskap.